# Xenoblade Chronicles (jeu vidéo)
Cette page contient des caractères spéciaux ou non latins. S’ils s’affichent mal (▯, ?, etc.), consultez la page d’aide Unicode.
Cet article concerne le premier jeu de la série. Pour la série, voir Xenoblade Chronicles.
Xenoblade Chronicles, appelé Xenoblade (ゼノブレイド, Zenobureido) au Japon, est un jeu vidéo de type action-RPG développé par Monolith Soft et édité par Nintendo sur Wii le 10 juin 2010 au Japon, le 19 août 2011 en Europe et le 6 avril 2012 en Amérique du Nord.
Un portage du jeu, titré Xenoblade Chronicles 3D, est annoncé le 29 août 2014 sur les modèles New Nintendo 3DS et New Nintendo 3DS XL. Il est sorti le 2 avril 2015. Une version Wii U est disponible cette même année sur l'eshop, jouable directement sur le Gamepad.
Une version Nintendo Switch titré Xenoblade Chronicles: Definitive Edition est annoncée lors du Nintendo Direct du 5 septembre 2019 et sort le 29 mai 2020 cette version contient un chapitre épilogue additionnel.

## Univers
Il y a fort longtemps, le monde n'était qu'un océan sans fin enveloppé dans l'immensité des cieux au milieu duquel deux titans Bionis et Mékonis s'affrontent sans relâche. Finalement les géants s'éteignirent debout, leurs cadavres figés, liés à jamais à l'endroit où leurs épées se sont entrechoquées pour la dernière fois. Les deux colosses se sont fossilisés et ont peu à peu accueilli la vie. Sur le géant de pierre Bionis apparurent toutes les formes de vies animales et végétales, ainsi que les Homz, Nopons et Hayenthes, tandis que sur Mékonis, le colosse de métal ayant perdu un bras pendant la bataille, naquirent les mékons, des machines mues par une volonté inconnue.

## Introduction
Lors de la « Bataille de la Vallée de l'Épée » sur l'Épée de Mékonis, Dunban, porteur de l'épée Monado (qui selon la légende aurait appartenu à Bionis) seule arme capable de percer le blindage des mékons, fait équipe avec Mumkhar et Dickson dans l'armée Homz. La bataille tourne à l'avantage des machines et Mumkhar, jaloux que Dunban puisse utiliser Monado, abandonne ses amis en espérant pouvoir prendre l'épée sur son cadavre mais tombe dans une embuscade mékons où il est tué. Dunban parvient à repousser les machines mais l'épée lui inflige de graves brûlures au bras, l'empêchant dorénavant de l'utiliser.
Un an plus tard, dans la Colonie 9, village paisible situé vers les pieds de Bionis, Shulk, un jeune homme, féru de mécanique, tente de percer les secrets de l'épée. Dickson l'avait trouvé enfant, dans un sanctuaire sur le massif de Valak où reposait Monado. Le petit garçon était le seul survivant de l'expédition menée par ses parents. Alors, que Shulk, accompagné de Reyn, un garçon de son âge et de Fiora, la petite sœur de Dunban, partent chercher des batteries sur les hauteurs de la colonie, des mékons accompagnés par une machine jamais vue jusqu'alors, un Facia Noir (en référence au fait qu'il possède un visage contrairement aux autres mékons) commencent à attaquer la colonie. Dunban, malgré ses blessures reprend Monado mais est incapable de la manier convenablement longtemps. Shulk s'en saisit alors et un symbole déjà connu apparait sur l'épée. Il devient alors le nouveau porteur, obtenant le pouvoir d'avoir des visions de l'avenir (une capacité inconnue jusqu'alors). Mais cela ne suffit pas à sauver Fiora qui, en tentant d'aider ses amis, meurt des griffes du Facia qui semble immunisé aux attaques de Monado. Les machines se replient et Shulk, accompagné de Reyn, décident d'entamer une quête pour venger leur amie des mékons.

## Résumé
Shulk et Reyn arrivent sur la Jambe de Bionis où ils trouvent des survivants de la Colonie 6, une autre colonie Homz, attaquée elle aussi quelque temps auparavant par les mékons. Ils y rencontrent Juju et sa grande sœur, Sharla, une infirmière, fiancée au soldat Gadolt qui a organisé la résistance mais dont elle est sans nouvelle depuis l'attaque. Juju, voulant retourner dans la colonie pour se battre, est enlevé par un mékon puis par un Facia se faisant appeler Xord, qui exhorte les héros à le rejoindre dans les mines de la Colonie. Dans ces galeries, ils y trouvent Otharon, l'autre chef de la résistance et seul survivant d'un raid mené par Gadolt. Dans les tréfonds de la mine, le groupe affronte Xord, qui avoue avoir dévoré tous les colons et qui finit par trépasser. À l'issue du combat, les Homz se retrouvent aux abords de la Colonie 6 mais sont pris en embuscade par le Facia Noir et d'autres Facias. Dunban, armé d'une nouvelle épée, et Dickson viennent les secourir. Décontenancés par la puissance de Monado et interrompus par une étrange créature en forme de dragon, le Facia Noir et ses acolytes battent en retraite. Sharla, persuadée que Gadolt est toujours en vie, et Dunban décident d'accompagner Shulk et le groupe part en direction des marais Satorl. Juju, de son côté, décide de participer à la reconstruction de la Colonie 6.
Shulk explique ses visions récentes à Dickson dans lesquelles il a vu des sortes d'anges et d'un géant emprisonné. Dickson les identifie comme les Hayenthes, une race vivant recluse au sommet au Bionis. En chemin, Shulk et ses amis font la rencontre de Riki, un nopon et de Melia, la princesse des Hayenthes qui souhaite venger la mort de ses frères d'armes contre un Télessia, une créature capable de voler la vie de toute de chose, l'éther, et d'esquiver les attaques de Shulk malgré ses visions. Shulk rencontre également le mystérieux Alvis qui lui permet de débloquer un nouvel art Monado. Le Télessia mort, Melia et Riki se joignent à Shulk direction la mer d'Eryth sur la tête de Bionis. Dans la capitale Hayenthe, Alcamoth, l'Empereur Sorean remercie Shulk d'avoir aidé sa fille et lui explique qu'il souhaite qu'elle prenne sa place en tant que souveraine. Shulk y retrouve aussi Alvis, qui s'avère être le devin de la famille royale. Le couronnement ne se fait pas sans problème et la belle-mère de Melia, la Reine, tente de la faire assassiner durant son épreuve. On apprend alors que selon les traditions Hayenthes, l'empereur prend deux épouses, une hayenthe et une homz, et le·a prochain·e successeur·e est l'enfant né de l'union avec l'homz, ceci dans le but de briser une malédiction. Le soir du couronnement de Melia, les Facias attaquent et l'Empereur se rend sur l'Île Prison pour libérer une créature que ses ancêtres avaient enfermée pour des raisons inconnues pour aider à repousser l'attaque. Alerté par des visions de Shulk où il assiste à la mort de l'empereur, le groupe décide de se rendre sur l'Île Prison auprès de l'Empereur. Là ils rencontrent le géant, Zanza, qui affirme avoir créé Monado et qu'il pourrait lui redonner son plein potentiel si Shulk le libérait. Malgré des réticences de Melia, Shulk libère Zanza et un nouveau symbole apparaît au centre de l'épée. Monado permet alors de couper à travers le bindage des Facias mais malgré cela, l'issue du combat est comme dans la vision, Sorean meurt dans les bras de sa fille et Zanza meurt d'un coup de lance empoisonnée. Sur le point d'achever le Facia Noir, Shulk est interrompu par un autre Facia, l'Argenté. On découvre alors que les Facias ne sont pas des machines mais des mechas contrôlés de l'intérieur par des humains transformés en cyborg. Le pilote du Facia Argenté n'est autre que Fiora qui ne semble pas le reconnaître. La bataille terminé, Melia décide de continuer son voyage avec Shulk pendant que son frère organise une coopération militaire entre les espèces de Bionis.
Pour se rendre sur Mékonis, Shulk et ses compagnons passent par le Massif de Valak. Le Facia Noir revient à la charge et révèle être Mumkhar qui en veut toujours à Dunban d'avoir été le porteur de Monado. Shulk y trouve aussi le sanctuaire où Monado reposait: la tour d'Ose. Arrivés à la pointe de l'épée de Mékonis, les héros constatent que les mékons ont construit une gigantesque usine au sein de la forteresse de Galahad pour absorber l'éther de Bionis. Mumkhar attaque une dernière fois avant de mourir d'une chute de structure. À l'intérieur de l'usine, le Facia Argenté, qui résiste au conditionnement d'Eghil, aide le groupe à se battre contre le chef de Mékonis mais se faisant ils détruisent la forteresse qui s'effondre au sol et Eghil s'enfuit.
Après la chute, Shulk retrouve Fiora, sur une plage, où elle lui explique que durant son conditionnement, quelqu'un avait introduit en elle une autre âme dont elle semble s'être libérée. Ils retrouvent leurs compagnons dans un village construit par les habitants de Mékonis, pacifistes, les Machinas. Mikol l'ancien roi des Machinas explique au groupe qu'il souhaite que Shulk tue Eghil, son fils. Une autre Machina explique à Shulk que Bionis et Mékonis vivaient en paix jusqu'à ce que, pour une raison inconnue, Zanza, le dieu de Bionis pris possession du géant et ami d'Eghil, Arglas, et les attaqua. Monado étant la seule arme capable de détruire les mékons, Eghil développa de nouvelles armes comme les Facias après la « Bataille de la Vallée de l'Épée » pour la contrer. Grimpant jusqu'à la tête de Mékonis où se trouve la cité abandonnée des Machinas, l'âme habitant Fiora s'avère être la déesse de Mékonis, Meïnas qui souhaite également la paix. Shulk et ses amis arrivent à contrer Eghil alors qu'il a pris possession du corps de Mékonis pour détruire Bionis et l'empêcher ainsi d'utiliser sa population comme nourriture pour se réveiller. Shulk arrive à lui faire entendre raison mais se fait trahir par Dickson qui lui tire une balle dans la dos. Il est alors révélé que Dickson est un géant, serviteur de Zanza qui a trouvé Shulk, mort comme les autres membres de l'expédition sur le Massif de Valak. Il a alors fait subsister une partie de l'âme de Zanza reposant dans Monado dans le garçon, lui permettant de survivre. Zanza tue alors Meïnas et prend possession de sa Monado puis détruit Mékonis. Dans un dernier geste, Eghil réussit à sauver les héros qui emmènent le corps de Shulk.
Sur Bionis, l'Île Prison coule sous la mer d'Eryth, les Hayenthes (à l'exception des hybrides comme Melia) restés sur la tête de Bionis mutent pour redevenir des Télessias et absorbent toutes formes de vies. Les Télessias attaquent la Colonie 6 où s'est réfugié le groupe. Pendant ce temps, Shulk, dans un état second flottant parmi les astres parle avec Alvis qui lui explique que Zanza et Meïnas ont besoin de corps hôte pour subsister et qu'il présente un danger pour Zanza. Il incite Shulk à se créer son propre chemin celui que Meïnas lui a confié, hors du passage du destin et du chemin prédéterminé par Zanza. Il se réveille et, armé d'une arme machina, aide le groupe à terrasser les Télessias qui attaquent la Colonie 6 menés par Alvis et Dickson. Le groupe se dirige enfin vers l'intérieur de Bionis où ils tuent Lorithia accompagnée du Télessia qui était autrefois le demi-frère de Melia. Continuant plus loin encore, le groupe se retrouve sur l'Île Prison où ils tuent Dickson. Arrivant enfin dans l'endroit où Shulk flottait dans l'espace, le groupe tue quelques ennemis avec en fond des astres du Système solaire. Le groupe confronte enfin Zanza, durant le combat Shulk débloque une nouvelle Monado accompagnée d'un dernier symbole et tue Zanza. 
Une fois Zanza terrassé, Alvis révèle à Shulk l'origine de ce monde: Klaus, un scientifique qui à la suite d'une expérience ayant mal tourné dans une Station spatiale en orbite autour de la Terre a détruit son monde et créé celui-ci. Klaus devint Zanza et une autre scientifique non nommée devint Meïnas, pour subsister Zanza a choisi de faire de Bionis un cycle éternel où les Télessias viendraient terrasser toute vie afin qu'il puisse continuer à exister en se nourrissant de l'éther des créatures. Alvis révèle enfin qu'il est l'ordinateur administrateur de la station où se déroulait l'Expérience de Klaus. Il demande enfin à Shulk désormais dieu de ce monde ce qu'il souhaite en faire. Shulk répond qu'il souhaite pour un monde sans dieux afin que nulle vie ne soit décidée par un pouvoir divin suprême, cassant ainsi la volonté déterministique de Zanza.
Ainsi, la carcasse de Bionis s'écroule, les habitants des titans créent une colonie où ils vivent en paix. Vanea prodigue des soins pour que Fiora redevienne humaine, et le jeu se termine sur Shulk qui, ayant renié ses pouvoirs divins, se remémore les dernières paroles d'Alvis, souhaitant rencontrer les personnes de ce nouveau monde sans fin.

### Un avenir commun (Future Connected)
Un an plus tard, Shulk et Melia partent en expédition explorer les restes de l'Épaule de Bionis après que des recherches aient montré qu'Alcamoth la capitale hayenthe serait réapparue. Alors qu'il s'approchent de la capitale, un rayon d'énergie frappe leur vaisseau et ils s'écrasent dans cette région inexplorée accompagne des enfants de Riki, Nene et Kino qui s'étaient introduits dans le vaisseau. Ils tentent de s'introduire dans la capitale mais sont attaqués par le même rayon ainsi que par des bêtes des brumes que seul une grande concentration d'éther arrive à blesser. Ils apprennent par un avant-poste hayenthe que le roi des brumes, un être hors de cette réalité, attaque cette terre. Le groupe résout des tensions qui se sont créées entre l'avant-poste hayenthe et une ville peuplée de nombreuses espèces y compris des Machinas. Melia se réconcilie avec sa demi-sœur Tyrea et tuent un leader suprémaciste hayenthe qui souhaitait empêcher ses recherches sur les Télessias. À l'aide des recherches menées par les Machinas, le groupe trouve un moyen de blesser efficacement le roi des brumes pour récupérer Alcamoth avec l'aide imprévue des Télessias. Le chapitre se clos sur la reconstruction d'Alcamoth et le couronnement de Melia qui devient Impératrice.

## Système de jeu
Xenoblade Chronicles est un action-RPG incorporant des systèmes de MMORPG à la troisième personne mêlant exploration et combat en temps réel. Le joueur évolue dans différentes régions divisées en zones. Le joueur peut sauter, nager, escalader certaines parois. Le groupe est constitué de trois membres.

### Exploration
Lorsque le joueur parcours une région, il peut tomber sur des points point d'intérêts où il pourra par la suite se téléporter. Le jeu incite à l'exploration grâce à des zones secrètes, difficiles d'accès, qui récompensent le joueur en donnant une grande quantité de points d'expérience. Le terrain est parsemé de sphères bleues ou rouges qui contiennent des objets servant à des quêtes ou à remplir une encyclopédie.

### Combat
Pour démarrer un combat, le joueur peut approcher un ennemi et engager une attaque. Certains ennemis attaquent directement le joueur s'il a une icône représentant un œil ou du son et si cet ennemi a un niveau supérieur ou égal au niveau actuel du joueur moins trois. Dans la version définitive du jeu, le niveau des ennemis est représenté rapidement par la couleur entourant le nom de l'ennemi. Les ennemis uniques sont des ennemis plus fort que la moyenne des autres monstres de leur niveau, qui attaquent automatiquement le joueur et qui déclenchent une musique de combat spéciale.
Une fois le combat engagé, le joueur a à sa disposition des compétences appelées arts. Dès qu'il est utilisé, un art prend un certain temps à se recharger. Le joueur peut aussi faire une auto-attaque qui se déclenche lorsque le personnage est immobile. Effectuer une auto-attaque permet de charger un art signature. Lorsque le joueur joue Shulk, cet art signature permet d'utiliser un art Monado crucial dans certains combats. Durant le combat, il est possible de faire un combo réparti entre plusieurs arts pour hébéter un ennemi. Il est possible d'encourager  d'autres personnages durant le combat afin de charger une jauge qui permet de lancer une attaque chaînée. Dès fois lors du combat, une vision apparaîtra pour prévenir d'une attaque puissante, le joueur peut ainsi agir pour tenter de changer l'issue de cette vision.
Dans le chapitre additionnel de Xenoblade Chronicles: Definitive Edition, "l'Enchaînement" est remplacé par "l'Opéra-pon spéciale" une attaque puissante des ponspecteurs, des alliés qu'il est possible de recruter dans la région. De plus dans ce chapitre, Shulk n'a plus de visions.

## Développement
Xenoblade Chronicles est développé par le studio japonais Monolith Soft sur une idée originale de Tetsuya Takahashi. Précédemment, Takahashi avait travaillé sur plusieurs projets comme Final Fantasy VI, Xenogears ou la trilogie des Xenosaga. Malheureusement, après l'échec commercial de cette dernière série, l'équipe du studio était au plus bas. L'idée de Xenoblade Chronicles où des peuples entiers vivent sur des dieux géants serait venue à Takahashi vers juin 2006. Il aurait alors montré un brouillon à Yasuyuki Honne, qui décide d'en faire une maquette. Ainsi, durant juillet 2006, en prenant modèle sur des membres de l'équipe pour créer des zones permettant de créer les concepts de zones du jeu, la maquette était finalisée,.

### Xenoblade Chronicles: Definitive Edition
Cette version finale sortie à l'occasion des 10 ans du jeu comporte un chapitre supplémentaire, de nouveaux systèmes pour améliorer la qualité de jeu, ainsi qu'un mode difficile et des New Game+. Sur les modèles des personnages, une différence notable parmi les designs qui n'ont pas changés mis à part les modèles de meilleur qualité, le personnage d'Alvis qui dans la version originale du jeu portait une clé autour du cou porte désormais un médaillon rappelant les Cristaux Cœur des Aegis de Xenoblade Chronicles 2. Cela s'accompagne du fait que ce chapitre additionnel a été annoncé comme permettant de préparer les évènements futurs de la série.

### Inspirations
Le projet étant dirigé par Tetsuya Takahashi, on retrouve dans le jeu de nombreuses références à des religions et des concepts philosophiques. Dans ce jeu notamment, on retrouve de nombreuses références au gnosticisme, un courant religieux qui aurait connu son apogée autour du IIe siècle. Tout d'abord, le nom de l'arme du protagoniste est une référence à la Monade gnostique. Aussi, on retrouve des références au démiurge gnostique Yaldabaoth dans le Facia d'Or d'Eghil qui en porte le nom et dans la déité Zanza qui incarne ce dieu mauvais. De plus, de nombreux endroits sont nommés en références à des écrits ou à des croyances. Par exemple on peut citer la ville d'Alcamoth dans les versions française et anglaise qui en japonais devient Achamoth (アカモート, akamōto), Sophia Achamoth qui, dans la cosmogonie gnostique valentinienne est la mère du démiurge.
De nombreux noms de lieux et d'ennemis sont souvent inspirés de différentes mythologies ou croyances. Par exemple, la zone du Massif de Valak au sein duquel repose la tour d'Ose et où rôdent plusieurs monstres uniques sont inspirés des noms des démons du Lemegeton.
On peut aussi noter qu'il y est fait une référence au concept de Providence durant tout le jeu.
Des parallèles ont été dressés sur la Monado, puis Shulk, comme des représentations des démons de Laplace qui, contrôlant la fabrique du monde (dans ce jeu : l'éther) se servent du modèle déterministe créé par les dieux pour prévoir l'état futur du monde.

## Sortie
Le jeu fut annoncé à l'E3 2009 à partir d'une bande-annonce mettant en scène un homme combattant des robots avec une épée futuriste, et présentant aussi quelques phases d'exploration,. Dévoilé sous le nom Monado : Beginning of the World, le jeu fut renommé en janvier 2010 Xenoblade en l'honneur de Tetsuya Takahashi, créateur des jeux de la série Xeno. Le jeu est sorti le 10 juin 2010 au Japon, le 19 août 2011 en Europe et le 6 avril 2012 en Amérique du Nord,. Le jeu bénéficie des doublages japonais et anglais et des sous-titres en français, en espagnol, en italien, en allemand et en anglais. La sortie d'un pack accompagnée d'une manette classique Pro rouge sera exclusive à l'Europe.

### Localisation en Amérique du Nord
En 2011, le jeu n'est sorti qu'en Europe et au Japon, Nintendo présumant que le jeu n'intéresserait pas le public américain. En juin 2011, une pétition est lancée sur Internet par des possesseurs de Wii afin que Xenoblade Chronicles ainsi que The Last Story et Pandora's Tower sortent également en Amérique du Nord. Autour de cette pétition s'organise l'Opération Rainfall, consistant en diverses opérations de buzz (comme une campagne de précommandes du jeu en version américaine sur Amazon.com), qui finiront par être relayés dans la presse et qui semblent avoir porté leurs fruits, puisque le jeu sort finalement aux États-Unis le 6 avril 2012. The Last Story et Pandora's Tower sortiront quant à eux en 2012 pour le premier et en 2013 pour le second.

### Doublage
Les voix japonaises de certains personnages importants du jeu sont doublées par des seiyū connus, comme Yuki Kaida (Riki), Tessho Genda (Xord), Ryo Horikawa (Dunban) et Norio Wakamoto (Mumkhar), respectivement les voix de Kurapika dans Hunter × Hunter, la voix officielle japonaise d'Arnold Schwarzenegger, et celles de Vegeta et Cell dans Dragon Ball Z,,.
La voix anglaise du personnage de Melia est doublée par Jenna-Louise Coleman (interprète de Clara Oswald dans Doctor Who).

## Accueil

### Critiques
Xenoblade a été accueilli de manière extrêmement favorable par la presse vidéoludique. Il atteint des scores importants auprès des sites recensant les notes données par la presse spécialisée afin d'en calculer une moyenne comme GameRankings, GameStats ou Metacritic. Ainsi, Xenoblade atteint une moyenne d'environ 91,78/100 selon GameRankings, et 92/100 selon Metacritic. Selon GameStats, Xenoblade est actuellement le quatrième jeu le mieux noté de tous les temps.
Le site Jeuxvideo.com décerne un 19/20 au jeu : « L'OST est signée Yoko Shimomura (Kingdom Hearts), Manami Kiyota (Mahoroba Final Fantasy Song Book) et ACE+, avec la participation de Yasunori Mitsuda (Chrono Trigger, Xenogears, Xenosaga I) pour la chanson de fin, et compte vraiment parmi les meilleures OST de ces dernières années [...] Le scénario de Xenoblade ne souffre d'aucune baisse de régime […] Xenoblade Chronicles donne une leçon à tous les RPG HD qui se bornent à privilégier la forme au détriment du fond pour le plus grand malheur des joueurs ».
Le magazine japonais Famitsu a noté le jeu 9/9/9/9 (36/40).
GameSpot avec la note de 9/10 évoque un « jeu remarquable » qui « tire le RPG japonais dans le XXIe siècle en modernisant un grand nombre des caractéristiques du genre, imprimant un rythme qui surclasse la majorité de ses pairs ». GameSpot a par ailleurs décerné le prix du meilleur jeu Wii de l'année à Xenoblade, alors en lice avec The Legend of Zelda: Skyward Sword.
Le site IGN a donné la note 9/10 (« amazing ») à Xenoblade Chronicles, le décrivant comme « le meilleur RPG japonais de cette génération de consoles ».
Cubed³ lui attribue un 10/10 et y voit « un jeu apportant avec lui une OST remarquable, un impact visuel phénoménal, une vaste quantité de customisation, un scénario intrigant et un rapport qualité-prix phénoménal ».
Eurogamer décerne un 9/10 en évoquant « un jeu qui amène à réévaluer un genre tout entier promis à un avenir resplendissant, tout en faisant un signe de respect au passé. Un triomphe éclatant ».
Edge Magazine (9/10) : « C'est un retour brillant pour le RPG japonais (…) Xenoblade Chronicles parvient à impressionner, à enrichir, et surtout à susciter un sentiment d'émerveillement ».
DualShockers (9,5/10) : « Xenoblade est l'illustration parfaite du message « n'ayez crainte, je vous aime toujours » qu'adresse Nintendo à ses fans les plus hardcore, et c'est un non puissant, retentissant, crié directement au visage des tenants de la théorie selon laquelle le RPG japonais serait mort ».
GamePro (5/5) : « Il ne s'agit pas seulement du meilleur RPG de cette génération de consoles mais l'un des meilleurs jeux auxquels j'ai jamais joué ».
Gamekult (8/10) : « Une addition indispensable au catalogue de la Wii et une nouvelle pierre angulaire pour le RPG en général, sans aucune hésitation. ».

### Ventes
Le jeu s'est vendu à plus de 860 000 unités. Le pays où le jeu s'est le plus vendu est les États-Unis, l'opération Rainfall n'a semble-t-il pas fait qu'importer le jeu mais aussi fait acheter le jeu[réf. nécessaire].
Xenoblade Chronicles: Definitive Edition a vendu plus d'un million d'exemplaires en 1 mois,. Le jeu a notamment participé au progrès des bénéfices de Monolith Soft de 138,2%,.

## Postérité
Le 29 août 2014, dans un Nintendo Direct exclusivement diffusé en japonais, Shulk, le héros principal du jeu, est annoncé en tant que personnage jouable de Super Smash Bros. for Nintendo 3DS / for Wii U, ainsi qu'un stage inspiré de la plaine de Gaur venant également de ce jeu. En tant que combattant, il fait appel aux arts de son épée, la Monado, pour changer ses caractéristiques au cours du combat. Shulk réapparaît ensuite dans Super Smash Bros. Ultimate, ainsi que le stage Plaine de Gaur.
Au cours du même Nintendo Direct, un portage de Xenoblade Chronicles est annoncé en tant que titre exclusif aux New Nintendo 3DS.
Une suite spirituelle du jeu intitulée Xenoblade Chronicles X est annoncée pendant la diffusion du Nintendo Digital Event à l'occasion de l'E3 2013, suivie par l'annonce de Xenoblade Chronicles 2 en 2017 et de Xenoblade Chronicles 3 en 2022.
Un portage de Xenoblade Chronicles sur Nintendo Switch, intitulé Xenoblade Chronicles: Definitive Edition, est sorti le 29 mai 2020. Le Nintendo Direct Mini du 26 mars 2020 présente une nouvelle zone inaccessible à l'origine : l'épaule de Bionis qui sert d'épilogue à travers un chapitre intitulé Un avenir commun. Outre une refonte graphique en HD, l'interface des combats et des menus est modifiée pour plus de clarté, et certaines musiques sont réenregistrées. Le coffret collector a également été annoncé, contenant le jeu en version physique, un boîtier Steelbook, une sélection musicale sur vinyle et son code de téléchargement, un poster carré (64,5²) de l'illustration du DLC ainsi qu'un Artbook de 256 pages.